# Шуллиан, Манфред
Манфред Шуллиан (нем. Manfred Schullian, родился 9 марта 1962 года в Больцано) — итальянский политик, депутат Палаты депутатов Италии от Южнотирольской народной партии.

## Биография
Тирольский немец по происхождению, детство провёл в Кальдаро-сулла-Страда-дель-Вино. Окончил Инсбрукский университет, где изучал германскую филологию и юриспруденцию. Работал адвокатом в Больцано, а также на винном заводе Erste & Neue, одном из крупнейших в Кальдаро. Шуллиан известен также как писатель: он издал книгу для детей и сборник рассказов.
В начале своей политической карьеры Шуллиан, вступивший в ряды Южнотирольской народной партии, неоднократно избирался в городской совет Кальдаро. В совете он занимался вопросами градостроительства, транспорта и полиции. В 2013 году избран в Палату депутатов Италии.